# Gnaeus Domitius Calvinus

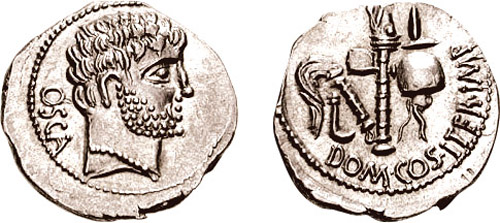
Denar med Calvinus bild

För andra betydelser, se Gnaeus Domitius Calvinus (olika betydelser).
Gnaeus Domitius Calvinus var en romersk politiker.
Domitius Calvinus var konsul 53 f.Kr.. Han kämpade under inbördeskriget på Julius Caesars sida och efter mordet på denne slöt han sig till Antonius. Domitius Calvinus var konsul för andra gången 40 f.Kr. och ståthållare i Spanien 39–36 f.Kr.